# Шатр (Дордоња)
Шатр (фр. Châtres) насеље је и општина у југозападној Француској у региону Аквитанија, у департману Дордоња која припада префектури Сарла ла Канеда.
По подацима из 2011. године у општини је живело 186 становника, а густина насељености је износила 15,25 становника/km². Општина се простире на површини од 12,2 km². Налази се на средњој надморској висини од 320 метара (максималној 334 m, а минималној 157 m).

## Демографија
| 1962. | 1968. | 1975. | 1982. | 1990. | 1999. | 2011. |
| ----- | ----- | ----- | ----- | ----- | ----- | ----- |
| 220   | 226   | 187   | 173   | 181   | 161   | 186   |

График промене броја становника у току последњих година